# 若筑波茂
若筑波 茂（わかつくば しげる、1956年10月30日 - ）は、茨城県土浦市出身で高砂部屋所属の元大相撲力士。本名は田中 茂（たなか しげる）。得意手は右四つ、寄り、下手投げ。身長174cm、体重114Kg。最高位は西十両8枚目（1984年7月場所）。

## 来歴
中学時代は柔道部に所属し、土浦市大会で準優勝の活躍を見せた。定時制高校に進学し、高校に通学しながら千代田区神田の市場で勤務していたが、市場内の食堂の主人が高砂部屋の元力士だったので声を掛けられ、入門を勧められた。しかし、身長が170cm 体重が67kgしかなく、角界でやっていける自信がなかったので、高校の先生に相談すると「勧める自信は無いがその気が有るなら夏休みを利用して一度試してごらん。駄目だったら復学できるようにしておくから」と言われて体験入門のつもりで高砂部屋に入門した。もし、入門しなかった場合は定時制高校を4年で修了し、柔道で体得した知識を活かして整骨師になるつもりだった。1972年7月場所で初土俵を踏んだ。小兵で軽量であり、なかなか体重が増えなかったこともあって序二段から三段目下位で長く苦労した。しかし、100kg近くまで体重が増量すると、幕下に定着していった。しばらくは幕下上位で一進一退を続けていたが、1984年5月場所に十両に昇進した。前ミツを引いての速攻相撲と下手投げを得意とし、十両を5場所連続で務めた。しかし、1985年3月場所には幕下に陥落し、その後も幕下上位で相撲を取っていたが、1986年1月場所前には同場所限りで廃業する決意をした。廃業するにあたって断髪式の招待状を関係者に送り、「最後の場所は見苦しい相撲を取りたくない」と気楽に本場所を迎えたが、1番相撲から勝ち続け、7戦全勝して幕下優勝を果たしてしまった。当時は西幕下14枚目の地位であったので、15枚目以内の全勝であれば無条件で十両に昇進できるという内規により、十両復帰が確定した。この際、相撲番の記者から「本当に辞めるの？」と質問され、「いえ、辞めるのを辞めます」という名言を残し、引退を撤回した。翌3月場所は十両に復帰したが3勝12敗と大きく負け越し、1場所で幕下に陥落した。それ以降も幕下で取り続けたが、最初の廃業宣言から1年後の1987年1月場所を最後に廃業した。廃業後は故郷の土浦市神立町で相撲料理店「若筑波」を経営している。

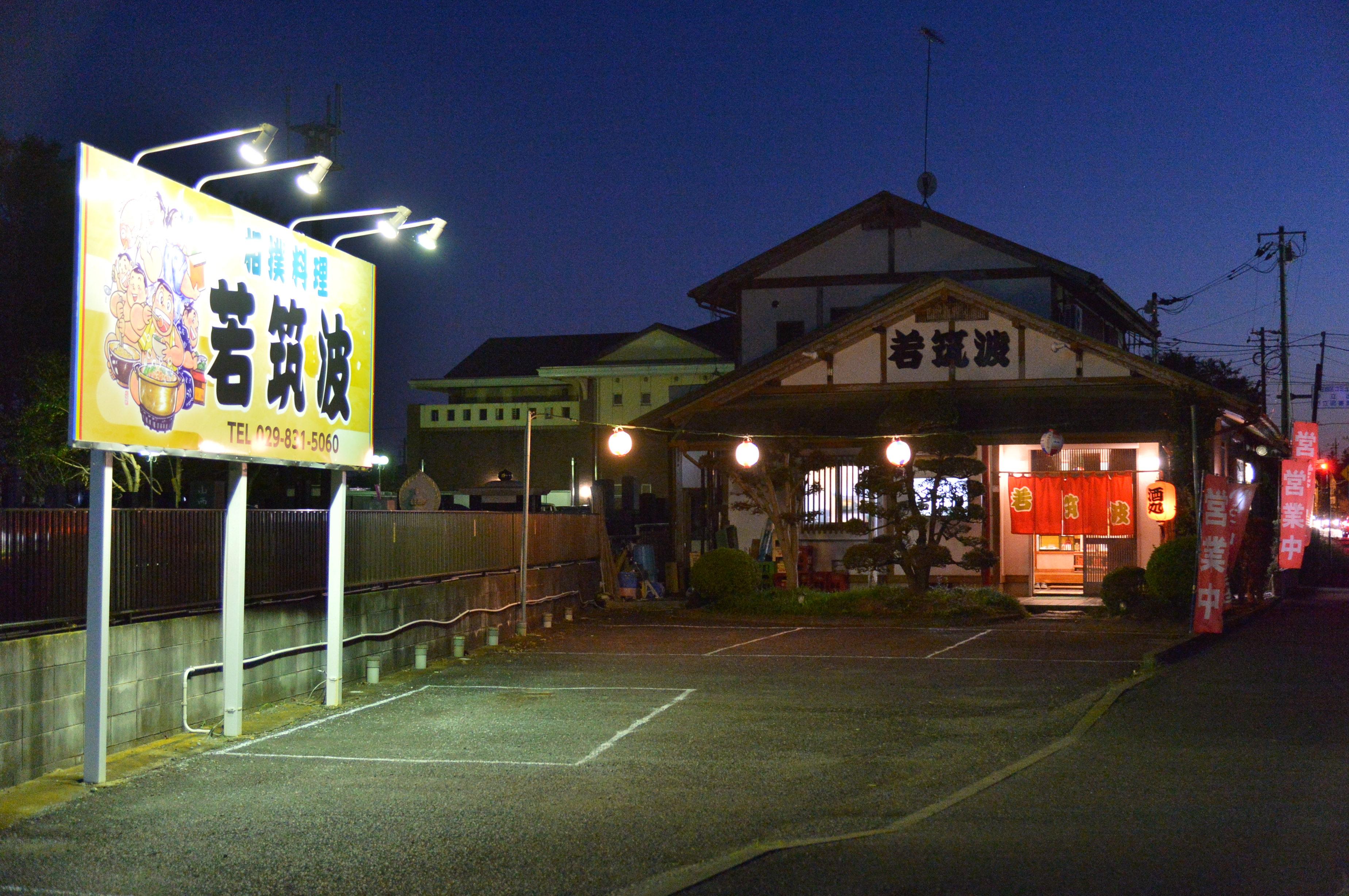
相撲料理 若筑波 神立店

## 主な成績
- 通算成績：330勝317敗10休  勝率.510
- 十両成績：36勝54敗  勝率.400
- 現役在位：88場所
- 十両在位：6場所
- 各段優勝
  - 幕下優勝：1回（1986年1月場所）

### 場所別成績
| | 一月場所 初場所（東京） | 三月場所 春場所（大阪） | 五月場所 夏場所（東京） | 七月場所 名古屋場所（愛知） | 九月場所 秋場所（東京） | 十一月場所 九州場所（福岡） |
| --- | ----------------------- | ----------------------- | ----------------------- | --------------------------- | ----------------------- | --------------------------- |
| 1972年 （昭和47年） | x                       | x                       | x                       | （前相撲）                  | 東序ノ口10枚目 4–3      | 西序二段84枚目 3–4          |
| 1973年 （昭和48年） | 西序二段84枚目 5–2      | 東序二段46枚目 4–3      | 西序二段35枚目 1–6      | 西序二段66枚目 3–4          | 西序二段80枚目 6–1      | 西序二段31枚目 3–4          |
| 1974年 （昭和49年） | 西序二段42枚目 3–4      | 東序二段53枚目 5–2      | 西序二段21枚目 3–4      | 西序二段32枚目 2–5          | 西序二段59枚目 5–2      | 東序二段28枚目 5–2          |
| 1975年 （昭和50年） | 西三段目78枚目 3–4      | 西序二段8枚目 2–5       | 東序二段32枚目 4–3      | 東序二段14枚目 2–5          | 西序二段41枚目 4–3      | 東序二段24枚目 4–3          |
| 1976年 （昭和51年） | 西序二段6枚目 2–5       | 東序二段29枚目 5–2      | 西三段目70枚目 5–2      | 東三段目43枚目 3–4          | 東三段目59枚目 2–5      | 西三段目84枚目 4–3          |
| 1977年 （昭和52年） | 東三段目65枚目 6–1      | 東三段目17枚目 5–2      | 西幕下48枚目 3–4        | 西幕下55枚目 4–3            | 西幕下44枚目 6–1        | 西幕下18枚目 2–5            |
| 1978年 （昭和53年） | 西幕下38枚目 4–3        | 東幕下28枚目 2–5        | 西幕下48枚目 4–3        | 西幕下39枚目 4–3            | 東幕下30枚目 2–5        | 東幕下54枚目 2–5            |
| 1979年 （昭和54年） | 西三段目18枚目 5–2      | 東幕下55枚目 4–3        | 東幕下45枚目 4–3        | 東幕下36枚目 6–1            | 西幕下11枚目 3–4        | 西幕下18枚目 2–5            |
| 1980年 （昭和55年） | 東幕下37枚目 5–2        | 西幕下24枚目 2–5        | 西幕下44枚目 4–3        | 西幕下36枚目 2–5            | 西幕下56枚目 6–1        | 西幕下25枚目 2–5            |
| 1981年 （昭和56年） | 東幕下42枚目 6–1        | 東幕下15枚目 3–4        | 東幕下22枚目 5–2        | 東幕下10枚目 5–2            | 東幕下4枚目 4–3         | 西幕下筆頭 3–4              |
| 1982年 （昭和57年） | 東幕下5枚目 3–4         | 東幕下9枚目 1–1–5       | 東幕下31枚目 3–4        | 西幕下46枚目 4–3            | 西幕下33枚目 3–4        | 西幕下46枚目 5–2            |
| 1983年 （昭和58年） | 西幕下30枚目 0–2–5      | 東三段目筆頭 4–3        | 東幕下44枚目 5–2        | 西幕下23枚目 2–5            | 西幕下41枚目 4–3        | 東幕下33枚目 6–1            |
| 1984年 （昭和59年） | 西幕下8枚目 5–2         | 西幕下2枚目 5–2         | 西十両11枚目 8–7        | 西十両8枚目 6–9             | 西十両12枚目 8–7        | 東十両10枚目 6–9            |
| 1985年 （昭和60年） | 西十両13枚目 5–10       | 東幕下6枚目 4–3         | 西幕下3枚目 3–4         | 西幕下9枚目 2–5             | 西幕下23枚目 3–4        | 西幕下32枚目 5–2            |
| 1986年 （昭和61年） | 西幕下14枚目 優勝 7–0   | 東十両11枚目 3–12       | 西幕下9枚目 2–5         | 東幕下26枚目 3–4            | 東幕下37枚目 2–5        | 西幕下60枚目 5–2            |
| 1987年 （昭和62年） | 西幕下41枚目 引退 1–6–0 | x                       | x                       | x                           | x                       | x                           |
| 各欄の数字は、「勝ち-負け-休場」を示す。 優勝 引退 休場 十両 幕下 三賞：敢=敢闘賞、殊=殊勲賞、技=技能賞 その他：★=金星 番付階級：幕内 - 十両 - 幕下 - 三段目 - 序二段 - 序ノ口 幕内序列：横綱 - 大関 - 関脇 - 小結 - 前頭（「#数字」は各位内の序列） |                         |                         |                         |                             |                         |                             |

## 改名歴
- 田中 茂（たなか しげる）1972年3月場所
- 田中山 茂（たなかやま しげる）1972年5月場所 - 1974年1月場所
- 若筑波 茂（わかつくば  しげる）1974年3月場所 - 1987年1月場所